# Heike Franke
Heike Franke (* 21. November 1965) ist eine deutsche Badmintonspielerin. 

## Karriere
Heike Franke gewann noch in der DDR zahlreiche Nachwuchstitel. Auch bei den Erwachsenen konnte sie vier Medaillen erkämpfen. In der Bundesrepublik gewann sie 1993 und 1995 zwei Bronzemedaillen bei den deutschen Einzelmeisterschaften.

## Sportliche Erfolge
| Saison    | Veranstaltung                     | Disziplin   | Platz | Name |
| --------- | --------------------------------- | ----------- | ----- | --- |
| 1977/1978 | DDR-Einzelmeisterschaft AK 10/11  | Damendoppel | 2     | Katrin Schlotte / Heike Franke (Aktivist Mittenwalde / Rotation Erfurt)                                              |
| 1977/1978 | DDR-Einzelmeisterschaft AK 10/11  | Mixed       | 3     | Steffen Pohl / Heike Franke (Rotation Erfurt)                                                                        |
| 1979/1980 | DDR-Einzelmeisterschaft AK 12/13  | Damendoppel | 1     | Heike Franke / Katrin Schlotte (Rotation Erfurt / Aktivist Mittenwalde)                                              |
| 1979/1980 | DDR-Einzelmeisterschaft AK 12/13  | Dameneinzel | 2     | Heike Franke (Rotation Erfurt)                                                                                       |
| 1980/1981 | DDR-Einzelmeisterschaft AK 14/15  | Damendoppel | 3     | Heike Franke / Katrin Schlotte (Rotation Erfurt / Aktivist Mittenwalde)                                              |
| 1980/1981 | Deutsche Einzelmeisterschaft U14  | Damendoppel | 1     | Verena Kröll / Heike Franke (TG Langendiebach)                                                                       |
| 1981/1982 | DDR-Einzelmeisterschaft AK 16/17  | Dameneinzel | 3     | Heike Franke (Rotation Erfurt)                                                                                       |
| 1981/1982 | DDR-Einzelmeisterschaft AK 14/15  | Dameneinzel | 3     | Heike Franke (Rotation Erfurt)                                                                                       |
| 1981/1982 | DDR-Einzelmeisterschaft AK 14/15  | Damendoppel | 1     | Katrin Schlotte / Heike Franke (Aktivist Mittenwalde / Erfurt)                                                       |
| 1982/1983 | DDR-Einzelmeisterschaft AK 16/17  | Damendoppel | 3     | Ute Trabs / Heike Franke (Robur Zittau / Rotation Erfurt)                                                            |
| 1982/1983 | DDR-Einzelmeisterschaft AK 16/17  | Dameneinzel | 3     | Heike Franke (Rotation Erfurt)                                                                                       |
| 1983/1984 | DDR-Einzelmeisterschaft           | Damendoppel | 3     | Kerstin Bohn / Heike Franke (Einheit Greifswald / Rotation Erfurt)                                                   |
| 1983/1984 | Silberner Federball               | Dameneinzel | 2     | Heike Franke (Rotation Erfurt)                                                                                       |
| 1983/1984 | DDR-Einzelmeisterschaft AK 16/17  | Damendoppel | 1     | Heike Franke / Kerstin Bohn (Rotation Erfurt / Einheit Greifswald)                                                   |
| 1985/1986 | DDR-Einzelmeisterschaft           | Damendoppel | 2     | Petra Schubert / Heike Franke (Fortschritt Tröbitz / Rotation Erfurt)                                                |
| 1986/1987 | DDR-Studentenmeisterschaft        | Damendoppel | 1     | Heike Franke / Katrin Stengel (DHfK Leipzig)                                                                         |
| 1986/1987 | DDR-Studentenmeisterschaft        | Dameneinzel | 1     | Heike Franke (DHfK Leipzig)                                                                                          |
| 1986/1987 | DDR-Studentenmeisterschaft        | Mixed       | 1     | Holger Wippich / Heike Franke (DHfK Leipzig)                                                                         |
| 1988/1989 | DDR-Mannschaftsmeisterschaft      | Mannschaft  | 5     | DHfK Leipzig (Thomas Bölke, Sven Weise, Holger Wippich, Axel Hundorf, Heike Franke, Turid Goetz)                     |
| 1988/1989 | DDR-Studentenmeisterschaft        | Damendoppel | 1     | Heike Franke / Turid Goetz (DHfK Leipzig)                                                                            |
| 1988/1989 | DDR-Studentenmeisterschaft        | Dameneinzel | 1     | Heike Franke (DHfK Leipzig)                                                                                          |
| 1988/1989 | DDR-Studentenmeisterschaft        | Mixed       | 1     | Holger Wippich / Heike Franke (DHfK Leipzig)                                                                         |
| 1989/1990 | DDR-Einzelmeisterschaft           | Dameneinzel | 3     | Heike Franke (DHfK Leipzig)                                                                                          |
| 1989/1990 | DDR-Einzelmeisterschaft           | Damendoppel | 3     | Heike Franke / Turid Goetz (DHfK Leipzig)                                                                            |
| 1989/1990 | DDR-Mannschaftsmeisterschaft      | Mannschaft  | 3     | DHfK Leipzig (Thomas Boelke, Heike Franke, Turid Goetz, Sven Weise, Alexander Pigola, Axel Hundorf, Manfred Blauhut) |
| 1989/1990 | Deutsche Hochschulmeisterschaften | Dameneinzel | 1     | Heike Franke (DHfK Leipzig)                                                                                          |
| 1992/1993 | Deutsche Einzelmeisterschaft      | Dameneinzel | 3     | Heike Franke (TV Mainz-Zahlbach)                                                                                     |
| 1994/1995 | Deutsche Einzelmeisterschaft      | Dameneinzel | 3     | Heike Franke (TuS Wiebelskirchen)                                                                                    |
| 1997/1998 | Deutsche Einzelmeisterschaft O32  | Dameneinzel | 1     | Heike Franke (PSV Grün Weiß Wiesbaden)                                                                               |
| 1998/1999 | Deutsche Einzelmeisterschaft O32  | Dameneinzel | 1     | Heike Franke (1. Wiesbadener BC)                                                                                     |
| 1999/2000 | Deutsche Einzelmeisterschaft O32  | Dameneinzel | 2     | Heike Franke (PSV Ludwigshafen)                                                                                      |
| 2000/2001 | Deutsche Einzelmeisterschaft O32  | Damendoppel | 1     | Heike Franke / Katrin Schmidt (Post SV Ludwigshafen / TuS Wiebelskirchen)                                            |
| 2000/2001 | Deutsche Einzelmeisterschaft O32  | Dameneinzel | 1     | Heike Franke (Post SV Ludwigshafen)                                                                                  |
| 2001/2002 | Deutsche Einzelmeisterschaft O32  | Damendoppel | 1     | Heike Franke / Kerstin Ubben (PSV Ludwigshafen / VfL 93 Hamburg)                                                     |
| 2001/2002 | Deutsche Einzelmeisterschaft O32  | Dameneinzel | 3     | Heike Franke (PSV Ludwigshafen)                                                                                      |
| 2003/2004 | Deutsche Einzelmeisterschaft O35  | Dameneinzel | 1     | Heike Franke (TV Wehen)                                                                                              |
| 2003/2004 | Deutsche Einzelmeisterschaft O35  | Mixed       | 3     | Eric Farries / Heike Franke (1. BC Hütschenhausen / TV Wehen)                                                        |
| 2003/2004 | Deutsche Einzelmeisterschaft O35  | Damendoppel | 1     | Heike Franke / Katrin Schmidt (TV Wehen / TuS Wiebelskirchen)                                                        |
| 2004/2005 | Deutsche Einzelmeisterschaft O35  | Damendoppel | 1     | Katrin Schmidt / Heike Franke (TuS Wiebelskirchen / TV Wehen)                                                        |
| 2004/2005 | Deutsche Einzelmeisterschaft O35  | Mixed       | 3     | Eric Farries (BV Hütschenhausen) / Heike Franke (TV Wehen)                                                           |
| 2004/2005 | Deutsche Einzelmeisterschaft O35  | Dameneinzel | 2     | Heike Franke (TV Wehen)                                                                                              |
| 2005/2006 | Deutsche Einzelmeisterschaft O35  | Mixed       | 3     | Norman Eby / Heike Franke (TV Wehen)                                                                                 |
| 2005/2006 | Deutsche Einzelmeisterschaft O35  | Damendoppel | 1     | Heike Franke / Katrin Schmidt (TV Wehen / TuS Wiebelskirchen)                                                        |
| 2005/2006 | Deutsche Einzelmeisterschaft O35  | Dameneinzel | 1     | Heike Franke (TV Wehen)                                                                                              |
| 2008/2009 | Deutsche Einzelmeisterschaft O40  | Damendoppel | 3     | Heike Franke / Katrin Schmidt (TV Wehen / TuS Wiebelskirchen)                                                        |